# لین ژونگزای
لین ژونگزای (انگلیسی: Lin Zhongzai؛ زادهٔ ۲۹ اوت ۱۹۸۱) تیرانداز اهل چین بود. وی در بازی‌های المپیک تابستانی ۲۰۰۸ حضور داشته‌است.